# Choristhemis flavoterminata
Espèce
Statut de conservation UICN

 LC  : Préoccupation mineure
Synonymes
- Eusynthemis paradoxa Förster, 1908[1] [2]
- Synthemis flavoterminata Martin, 1901[1] [2]

Choristhemis flavoterminata est une espèce de libellules de la famille des Synthemistidae endémique d'Australie.

## Répartition et habitat
Cette espèce est endémique de l'Est de l'Australie où elle est présente uniquement dans les États de la Nouvelle-Galles du Sud et du Queensland.
Elle préfère les climats chauds et humides et réside souvent près des rivières où elle dépose également ses œufs.

## Description
À l'éclosion, les larves mesurent environ 17,5 mm de long et 4,1 mm de large au niveau de la tête. Leur abdomen porte peu de poils, mesure 12,1 mm de long et est relativement mince. Elles sont de couleur gris clair ou beige, puis vont foncer en vieillissant pour prendre leur couleur spécifique. Elles s'enfouissent dans la boue pour se protéger mais elles y sont menacées par des prédateurs qui sont capables de creuser des terriers dans la boue et de manger les larves. L'adulte, lui, est un prédateur, se nourrissant de petits insectes.
L'imago a une longueur de corps d'environ 47 mm. Son corps est long, se termine par une tache jaune vif, son abdomen est mince. Ses ailes sont teintées de brun avec une tache brune rectangulaire près de l'extrémité. Elle fait le mort quand elle se sent menacée en repliant les pattes le long du corps jusqu'à ce qu'elle ne se sente plus menacée et puisse s'envoler.

## Publication originale
- René Martin, « Les odonates du continent australien », Mémoires de la Société zoologique de France, Paris, Inconnu, vol. 14,‎ 1901, p. 220-248 (ISSN 0750-747X et 2391-2626, lire en ligne).